# Roumanie aux Jeux olympiques d'hiver de 1952
Cet article contient des informations sur la participation et les résultats de la Roumanie aux Jeux olympiques d'hiver de 1952, qui ont eu lieu à Oslo en Norvège. 

## Résultats

### Ski alpin
| Athlète        | Épreuve      | Course 1     | Course 1 | Course 2     | Course 2     | Total        | Total        |
| Athlète        | Épreuve      | Temps        | Rang     | Temps        | Rang         | Temps        | Rang         |
| -------------- | ------------ | ------------ | -------- | ------------ | ------------ | ------------ | ------------ |
| Radu Scîrneci  | Descente     |              |          |              |              | Non partant  | –            |
| Ion Cașa       | Descente     |              |          |              |              | 3 min 26 s 4 | 59           |
| Dumitru Sulică | Descente     |              |          |              |              | 3 min 07 s 3 | 51           |
| Mihai Bîră     | Descente     |              |          |              |              | 2 min 54 s 4 | 35           |
| Ștefan Ghiță   | Slalom géant |              |          |              |              | 3 min 06 s 7 | 64           |
| Dumitru Sulică | Slalom géant |              |          |              |              | 3 min 01 s 7 | 59           |
| Radu Scîrneci  | Slalom géant |              |          |              |              | 3 min 00 s 1 | 54           |
| Mihai Bîră     | Slalom géant |              |          |              |              | 2 min 53 s 0 | 45           |
| Andrei Kovacs  | Slalom       | 1 min 31 s 0 | 77       | Non qualifié | Non qualifié | Non qualifié | Non qualifié |
| Ștefan Ghiță   | Slalom       | 1 min 17 s 6 | 59       | Non qualifié | Non qualifié | Non qualifié | Non qualifié |
| Ion Coliban    | Slalom       | 1 min 16 s 6 | 57       | Non qualifié | Non qualifié | Non qualifié | Non qualifié |
| Mihai Bîră     | Slalom       | 1 min 09 s 5 | 42       | Non qualifié | Non qualifié | Non qualifié | Non qualifié |

### Ski de fond
| Épreuve | Athlète                | Course        | Course |
| Épreuve | Athlète                | Temps         | Rang   |
| ------- | ---------------------- | ------------- | ------ |
| 18 km   | Cornel Nicolae Crăciun | 1 h 17 min 11 | 68     |
| 18 km   | Florea Lepădatu        | 1 h 15 min 42 | 63     |
| 18 km   | Moise Crăciun          | 1 h 14 min 41 | 61     |
| 18 km   | Constantin Enache      | 1 h 11 min 00 | 39     |
| 50 km   | Ion Hebedeanu          | 4 h 47 min 58 | 32     |
| 50 km   | Dumitru Frățilă        | 4 h 30 min 13 | 24     |
| 50 km   | Ion Sumedrea           | 4 h 24 min 45 | 23     |
| 50 km   | Gheorghe Olteanu       | 4 h 23 min 08 | 22     |

| Athlètes                                                       | Course        | Course |
| Athlètes                                                       | Temps         | Rang   |
| -------------------------------------------------------------- | ------------- | ------ |
| Moise Crăciun Manole Aldescu Dumitru Frățilă Constantin Enache | 2 h 38 min 23 | 10     |

### Combiné nordique
Épreuves:
- Ski de fond pendant 18 km
- saut à ski sur tremplin normal

La partie du ski de fond de l'épreuve est combinée avec l'épreuve principale, cela signifie donc que les athlètes participent ici aux deux disciplines en même temps. Les détails peuvent être retrouvés dans la section ski de fond de cet article. 
L'épreuve de saut à ski (tremplin normal) a lieu séparément de l'épreuve principale de saut à ski, les résultats peuvent être retrouvés dans le tableau ci-dessous (les athlètes sont autorisés à faire trois sauts, les deux meilleurs sauts sont comptabilisés et sont montrés ici).
| Athlète                | Épreuve    | Ski de fond | Ski de fond | Saut à ski | Saut à ski | Saut à ski | Saut à ski | Total   | Total |
| Athlète                | Épreuve    | Points      | Rang        | Distance 1 | Distance 2 | Points     | Rang       | Points  | Rang  |
| ---------------------- | ---------- | ----------- | ----------- | ---------- | ---------- | ---------- | ---------- | ------- | ----- |
| Cornel Nicolae Crăciun | Individuel | 186,121     | 20          | 56,5 m     | 59,5 m     | 190,5      | 16         | 376,621 | 19    |